# Аза Лариса Олександрівна
Лариса Олександрівна А́за (нар. 21 вересня 1942, Нижній Тагіл) — український соціолог і педагог; професор, доктор соціологічних наук з 1994 року.

## Життєпис
Народилася 21 вересня 1942 року в місті Нижньому Тагілі Свердловської області (нині Російська Федерація). Протягом 1964—1969 років навчалася на філософському факультеті Київського державного університету.
Після здобуття вищої освіти працювала в Інституті філософії Академії наук Української РСР. 1977 року захистила кандидатську дисертацію за темою: «Свободное время как фактор социальной ориентации рабочей молодежи». З 1982 року — старший науковий співробітник, з 1993 року — провідний науковий співробітник Інституту соціології Національної академії наук України. 1994 року захистила докторську дисертацію за темою: «Теоретико-соціологічний аналіз соціальних проблем виховання».
Нині професор кафедри соціальних структур та соціальних відносин Київського національного університету імені Тараса Шевченка.

## Наукова діяльність
Досліджує проблеми соціології молоді та етносоціології. Автор понад 100 наукових праць, зокрема:
- «Ценностные ориентации рабочей молодежи» (1978, у співавторстві);
- «Батьків авторитет» (1986, у співавторстві);
- «Воспитание как философско-социологическая проблем»а (1993);
- «Українці Румунії: сучасний стан та перспективи етнокультурного розвитку» (1999, у співавторстві).